# Dolomedes petalinus
Espèce
Dolomedes petalinus est une espèce d'araignées aranéomorphes de la famille des Dolomedidae.

## Distribution
Cette espèce est endémique du Hunan en Chine,.

## Description
Le mâle holotype mesure 7,45 mm, les mâles mesurent de 7,45 à 7,80 mm et les femelles de 13,00 à 18,30 mm.

## Systématique et taxinomie
Cette espèce a été décrite par Yin en 2012.

## Publication originale
- Yin, Peng, Yan, Bao, Xu, Tang, Zhou & Liu, 2012 : Fauna Hunan: Araneae in Hunan, China. Hunan Science and Technology Press, Changsha, p. 1-1590.